# Cultural Commons Collecting Society

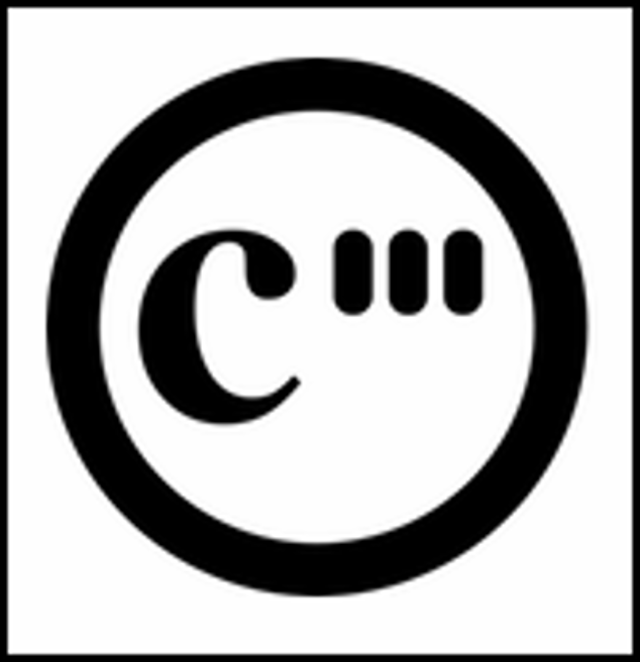
Logo der C3S

Die Cultural Commons Collecting Society (C3S) ist eine Europäische Genossenschaft, die den Aufbau einer europäischen Verwertungsgesellschaft für musikalische Inhalte zum Ziel hat.
Träger ist der Düsseldorfer Verein OpenMusicContest.org. e.V. Dieser sah die Notwendigkeit einer Alternative zur Monopol-Verwertungsgesellschaft GEMA. Anders als dort sollen die Künstler bei der C3S die Möglichkeit haben, die Lizenz einzelner Titel selbst zu bestimmen. Damit soll ihnen ermöglicht werden, auch nur einen Teil ihrer Arbeit als freie Werke (z. B. unter der Creative-Commons-Lizenz) zu veröffentlichen. Die C3S soll Künstlern auch die kommerzielle Verwertung von Werken erleichtern, die sie zwar unter die Creative-Commons-Lizenz gestellt, aber nicht für den kommerziellen Gebrauch freigegeben haben.
Auch soll jeder Musiker volles Stimmrecht erhalten und Abrechnungsabläufe automatisiert ablaufen.
Die Anschubfinanzierung des Projekts erfolgte über Crowdfunding, bei dem 119.000 € eingeworben wurden. Zudem wurde das Projekt positiv beim Innovationswettbewerb Digitales Medienland NRW von einer Fachjury bewertet und eine Förderempfehlung von 200.000 € ausgesprochen.
Am 25. September 2013 wurde die C3S als Europäische Genossenschaft in Hamburg gegründet und am 28. März 2014 im Genossenschaftsregister beim Amtsgericht Düsseldorf eingetragen. Der Antrag auf Zulassung beim Deutschen Patent- und Markenamt (DPMA) sollte im zweiten Halbjahr 2016 eingereicht werden. Ursprünglich war 2016 bereits der Start geplant. Durch die Novelle des Verwertungsgesellschaftengesetz und den Versuch, den Einfluss von Verlagen zu begrenzen, kam es zu einem längeren Aushandlungsprozess mit dem DPMA bezüglich der Ausgestaltung der Satzung, deren neue Fassung im Juni 2019 auf der Generalversammlung beschlossen wurde.
Die Betatestphase der Nutzungsregistrierung und der Repertoireverwaltung ist für Winter 2022 geplant.